# Diocesi di Orreacelia
La diocesi di Orreacelia (in latino Dioecesis Horreacoeliensis) è una sede soppressa e sede titolare della Chiesa cattolica.

## Storia
Orreacelia, identificabile con Hergla nell'odierna Tunisia, è un'antica sede episcopale della provincia romana di Bizacena.
Sono quattro i vescovi documentati di Orreacelia. Tenace prese parte al concilio di Cartagine convocato il 1º settembre 256 da san Cipriano per discutere della questione relativa alla validità del battesimo amministrato dagli eretici, e figura al 67º posto nelle Sententiae episcoporum.
Il donatista Ianuario intervenne alla conferenza di Cartagine del 411, che vide riuniti assieme i vescovi cattolici e donatisti dell'Africa romana; in quell'occasione la sede non aveva vescovi cattolici.
Il vescovo Ilariano prese parte, in qualità di legato della Bizacena, al concilio cartaginese del mese di maggio del 419. Il suo nome figura nelle sottoscrizioni degli atti della seduta del 25 maggio e in quella del 30 maggio.
Ultimo vescovo noto di Orreacelia è Avo, che prese parte al concilio cartaginese del 525; il suo nome figura al 30º posto tra le sottoscrizioni degli atti della prima seduta, il 5 febbraio.
Dal 1933 Orreacelia è annoverata tra le sedi vescovili titolari della Chiesa cattolica; dal 5 gennaio 2024 il vescovo titolare è Thomas Ifeanyichukwu Obiatuegwu, vescovo ausiliare di Orlu.

## Cronotassi

### Vescovi residenti
- Tenace † (menzionato nel 256)
  - Ianuario † (menzionato nel 411) (vescovo donatista)
- Ilariano † (menzionato nel 419)
- Avo † (menzionato nel 525)

### Vescovi titolari
- James Hagan, C.S.Sp. † (29 marzo 1966 - 7 dicembre 1970 dimesso)
- Ambroise Uma Arakayo Amabe † (6 maggio 1972 - 19 febbraio 1976 succeduto vescovo di Isiro-Niangara)
- Belarmino Correa Yepes, M.X.Y. † (19 gennaio 1989 - 29 ottobre 1999 nominato vescovo di San José del Guaviare)
- John Joseph Kaising † (21 febbraio 2000 - 13 gennaio 2007 deceduto)
- Luis Armando Tineo Rivera (9 febbraio 2007 - 23 luglio 2013 nominato vescovo di Carora)
- Eugeniusz Mirosław Popowicz (4 novembre 2013 - 7 novembre 2015 nominato arcieparca di Przemyśl-Varsavia)
- Duncan Theodore Tsoke (6 febbraio 2016 - 3 marzo 2021 nominato vescovo di Kimberley)
- Thomas Ifeanyichukwu Obiatuegwu, dal 5 gennaio 2024